# Beltmolen

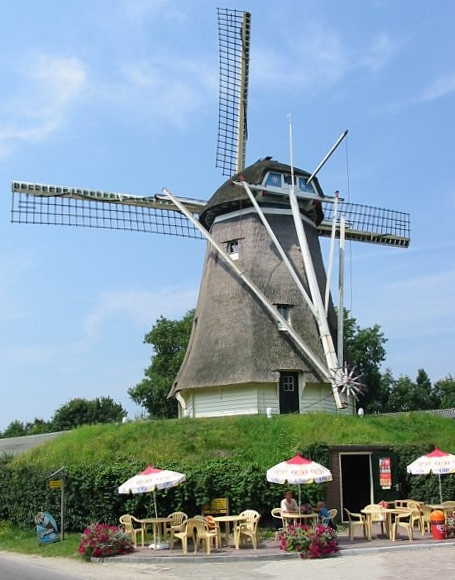
Beltmolen de Duif te Nunspeet

Een beltmolen of bergmolen  is een windmolen die staat op een natuurlijke of kunstmatig opgeworpen heuvel, de molenbelt, die de functie van de stelling bij een stellingmolen overneemt.
In de heuvel is aan twee zijden een doorgang (invaart genoemd) gemetseld, waardoor wagens voor laden en lossen de molen binnen kunnen rijden en er aan de andere kant weer uit kunnen. In een aantal gevallen is maar aan één zijde een doorgang in de belt. In dat geval moet een wagen achteruit de molen in.
Beltmolens zijn meestal korenmolens en komen voor als houten achtkante molen, zoals de Duif  in Nunspeet, maar ook als ronde stenen molen, zoals de Sint-Antonius Abt in Borkel, Holten's Molen te Deurne, de Leonardusmolen in Maasbracht, de Roosdonck in Nuenen, en de Oudhollandse Grafelijke Korenmolen te Zeddam, de oudste nog bestaande windmolen in Nederland.
De molen met de hoogste molenbelt van Nederland is de Korenbloem te Ulvenhout. 

## Afbeeldingen

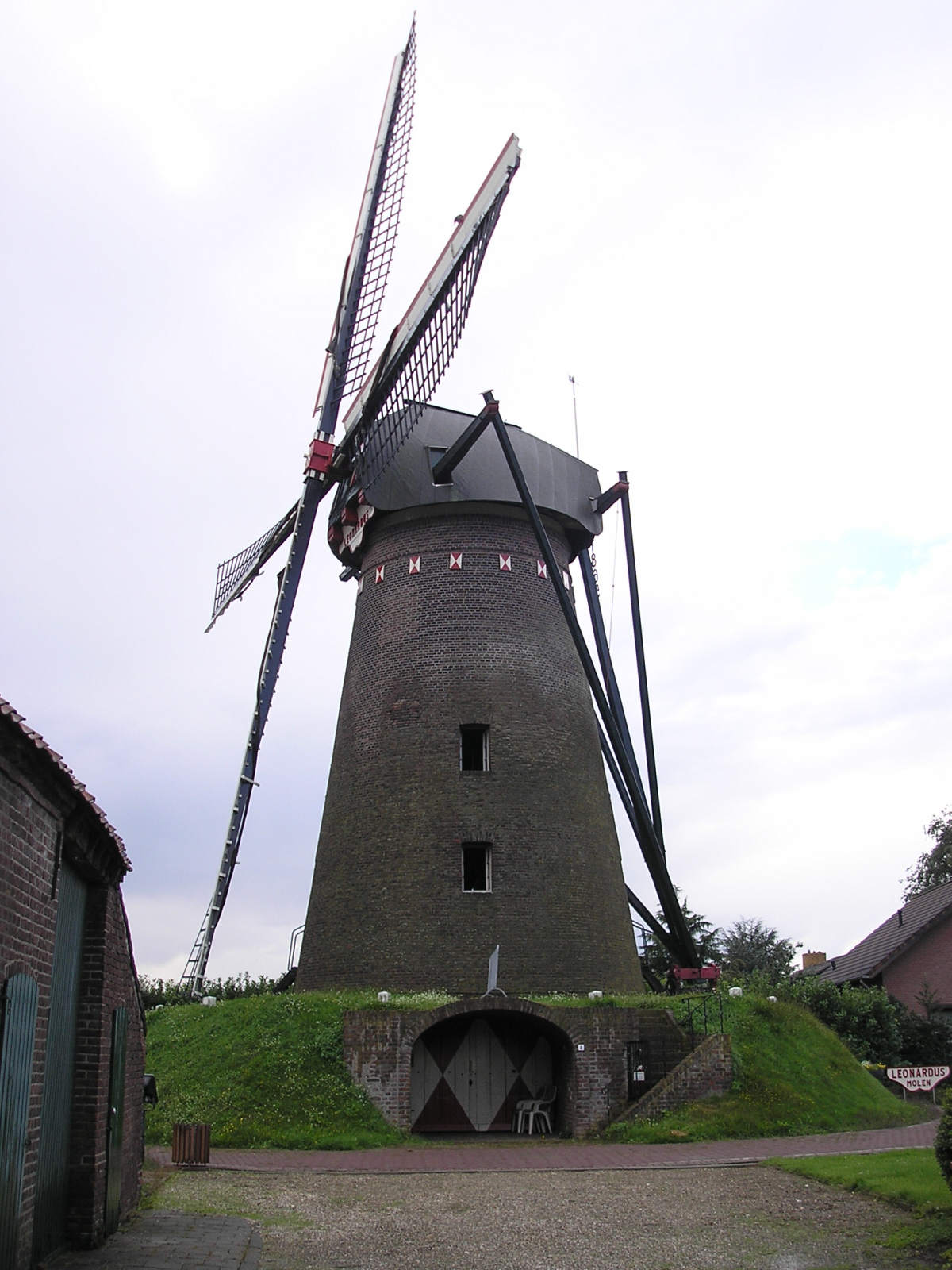
Leonardusmolen te Maasbracht
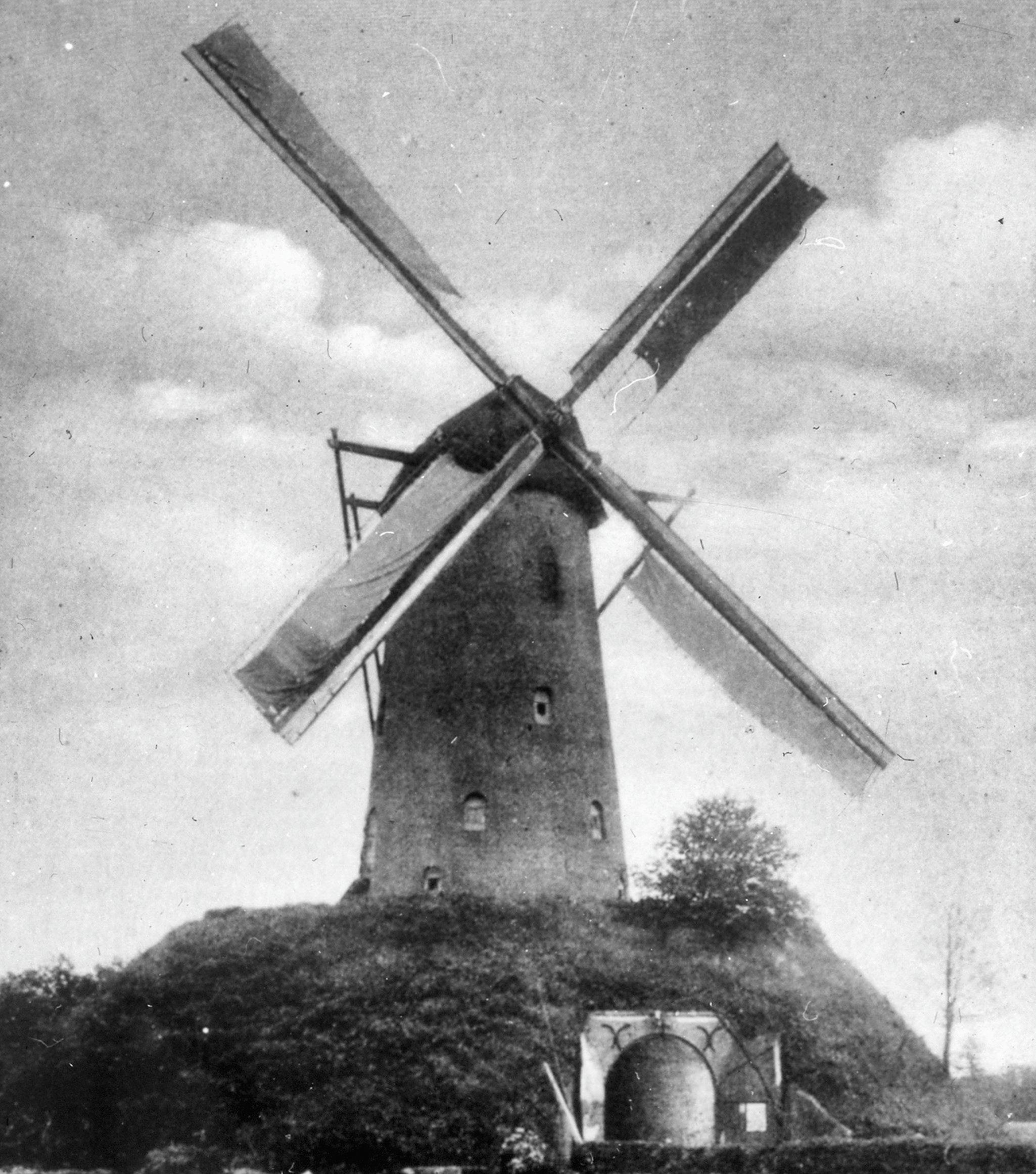
Korenbloem in Ulvenhout
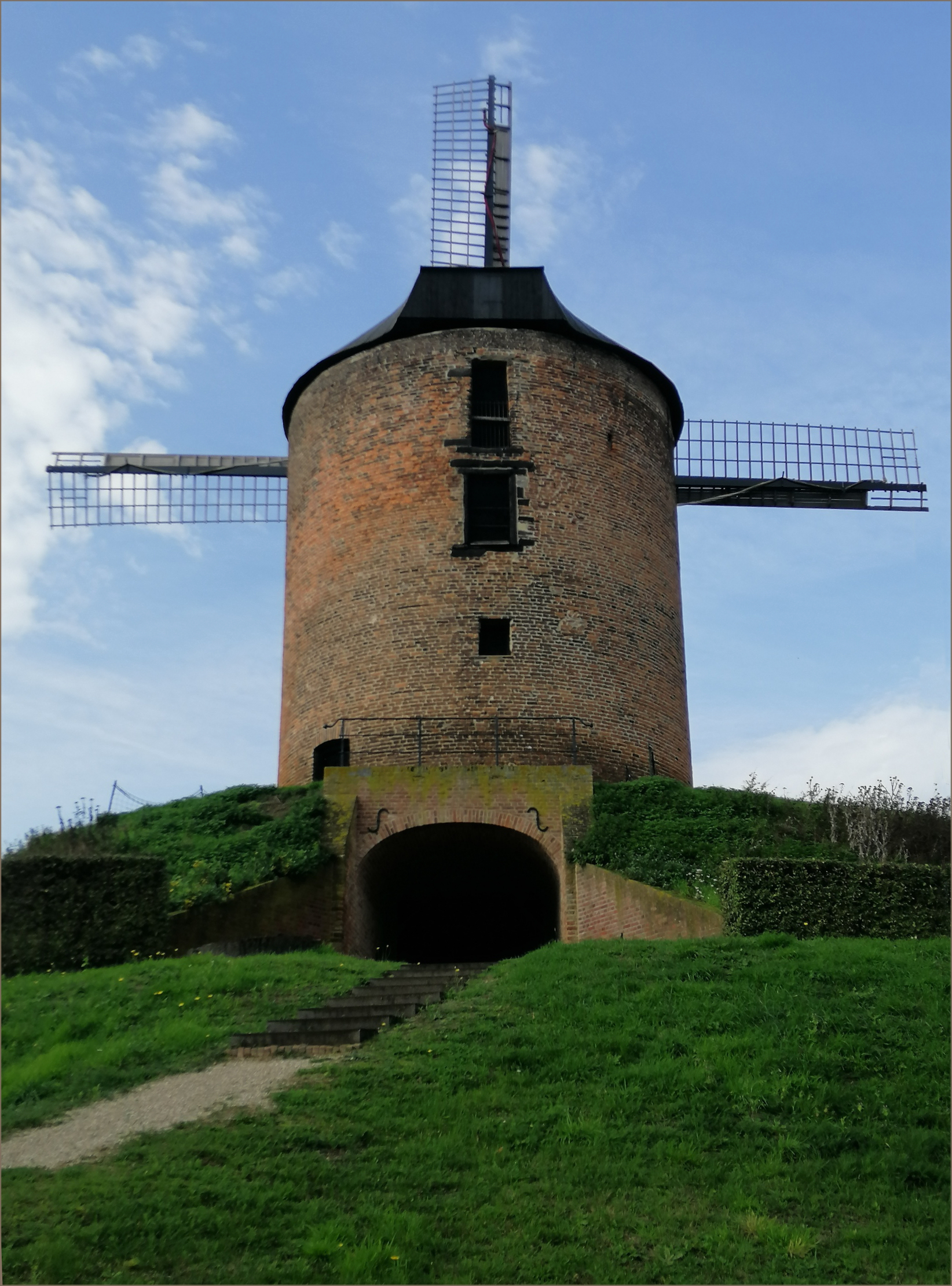
Grafelijke Korenmolen, Zeddam

Amerikaanse windmotor ·
beltmolen ·
bovenkruier ·
grondzeiler ·
paltrokmolen ·
spinnenkop ·
standerdmolen ·
kotmolen ·
stellingmolen ·
houten achtkant ·
ronde stenen molen ·
tjasker ·
torenmolen ·
weidemolen ·
wipmolen ·
monniksmolen (Friese mounts) ·
tonmolen ·
windturbine ·
Bosman-molentje

Verwant artikel: Windmolens in Nederland